# Лота
Лота (шп. Lota) је општина у Чилеу. По подацима са пописа из 2002. године број становника у месту је био 48.975.

## Демографија
| 2002.  |
| ------ |
| 48,975 |